# Odense Universitet
Odense Universitet (forkortet OU) var et dansk universitet beliggende i Odense. Det eksisterede fra 1964 til 1998, hvor det indgik i Syddansk Universitet.
OU var ved oprettelsen det tredjeældste universitet i Danmark (fjerdeældste, hvis man medregner Danmarks Tekniske Universitet). I 1998 fusionerede Odense Universitet med Sydjysk Universitetscenter, Handelshøjskole Syd og Ingeniørhøjskole Syd under navnet Syddansk Universitet. Ved fusionen havde Odense Universitet ca. 10.500 studerende og 5.000 ansatte og var således klart den største af de fire enheder.

## Historie
Odense Universitet var det første af tre universiteter, der skulle aflaste universiteterne i København og Århus, som oplevede massive stigninger i søgningen. De to andre var Roskilde Universitet (oprettet 1972) og Aalborg Universitet (oprettet 1974). Odense Universitet åbnede dørene for sine første studerende i efterårssemstret 1966.
De første år fandt undervisningen sted i nogle barakker på Niels Bohrs Allé, men allerede i 1967 blev der udskrevet en arkitektkonkurrence om et nyt universitetsbyggeri. Konkurrencen blev vundet af arkitektfirmaet Krohn & Hartvig Rasmussen, og bygningerne blev opført i etaper fra 1971 på en grund i byens sydøstlige udkant, tæt ved landsbyen Killerup. Byggeriet er karakteriseret ved rå beton og ydersiden på de ældste dele af bygningen er beklædt med rustne jernplader. Bygningen går derfor også under tilnavnet Rustenborg. Senere tilbygninger fremstår i ren rå beton uden rustplader, og disse benyttes heller ikke på Mærsk Mc-Kinney Møller Instituttet for Produktionsteknologi, der er en separat bygning syd for resten af bygningsmassen.

## Universitetsrektorer[3]
Odense Universitet (1966 – 97)
| Nr. | Navn                                  | Periode   | Forskningsfelt                     |
| --- | ------------------------------------- | --------- | ---------------------------------- |
| 1.  | Mogens Holger Brøndsted (1918 – 2006) | 1966 – 71 | professor i nordisk litteratur     |
| 2.  | Franz Bierring                        | 1971 – 74 | professor i anatomi                |
| 3.  | Aage Trommer (1930 – 2015)            | 1974 – 83 | besættelsestidens danmarkshistorie |
| 4.  | Carl Th. Pedersen (f. 1935)           | 1983 – 93 | kemiker                            |
| 5.  | Henrik Tvarnø (f. 1955)               | 1993 – 97 | romerrigets historie               |

Syddansk Universitet (1998 – )
| Nr. | Navn                               | Periode     | Forskningsfelt                                                         |
| --- | ---------------------------------- | ----------- | ---------------------------------------------------------------------- |
| 1.  | Henrik Tvarnø (f. 1955)            | 1998 – 2001 | romerrigets historie                                                   |
| 2.  | Jens Nørgaard Oddershede (f. 1945) | 2001 – 14   | kvantekemiker                                                          |
| 3.  | Henrik Øregaard Dam (f. 1968)      | 2014 – 21   | jurist                                                                 |
| 4.  | Jens Ringsmose (f. 1973)           | 2021 –      | historiker og tidl. Dekan for Det Samfundsvidenskabelige Fakultet, SDU |